# Puma pumoides
Puma pumoides es una especie extinta mamífero carnívoro de la familia de los félidos que habitó durante el Neógeno en América del Sur.

## Taxonomía
P. pumoides fue descrito originalmente en el año 1956 por Alfredo Castellanos, quien lo exhumó en el valle de los Reartes, departamento Calamuchita, en la región serrana de la provincia de Córdoba, en el centro de la Argentina, en un estrato que asignó al “Piso Brocherense” (Plioceno tardío, hace alrededor de 3 millones de años), si bien esta asignación temporal es controvertida en razón de la falta de dataciones y estudios geológicos detallados sobre la localidad tipo. Históricamente fue considerado como un miembro del género Felis.
Este taxón fue descrito sobre la base de un resto de maxilar izquierdo con su canino, el alvéolo del P2 y el P3 y P4 enteros.  

### Redescripción y reasignación genérica
En el año 2012, N. Chimento y M. Derguy estudiaron las piezas del holotipo, pero también redescribieron por completo al taxón al analizar otras piezas que integraban el mismo ejemplar del tipo las cuales no habían sido empleadas al describir la especie; estos restos son:
- Región posterior de la hemimandíbula derecha,
- Región orbitaria del hueso frontal,
- Bula timpánica,
- Parte proximal de la escápula,
- Epífisis distal de húmero,
- Epífisis proximal de ulna,
- Fragmento de hueso pelviano izquierdo,
- Fémur derecho completo,
- Epífisis proximal de tibia,
- Vértebra lumbar fragmentada.

Los restos presentaron caracteres que se relacionan con los que se observan en el género Puma: el proceso coronoideo con el borde posterior bien curvado posteriormente; y la base trocantérica exhibiendo una marcada fosa de contorno casi circular.
En cuanto a su tamaño corporal, es intermedio a las dos especies vivientes de dicho género, resultando ser más grande que los adultos de yaguarundí (Puma yagouaroundi) y más pequeño que los subadultos de puma (Puma concolor); de esta última además se diferencia por mostrar el protocono P4 con distinto tamaño y orientación.
Como resultado de un análisis comparativo con numerosas especies de felinos extintos y vivientes, el taxón fue reafirmado como especie válida y transferido al género viviente Puma.